# Pierwsza Węgiersko-Galicyjska Kolej Żelazna

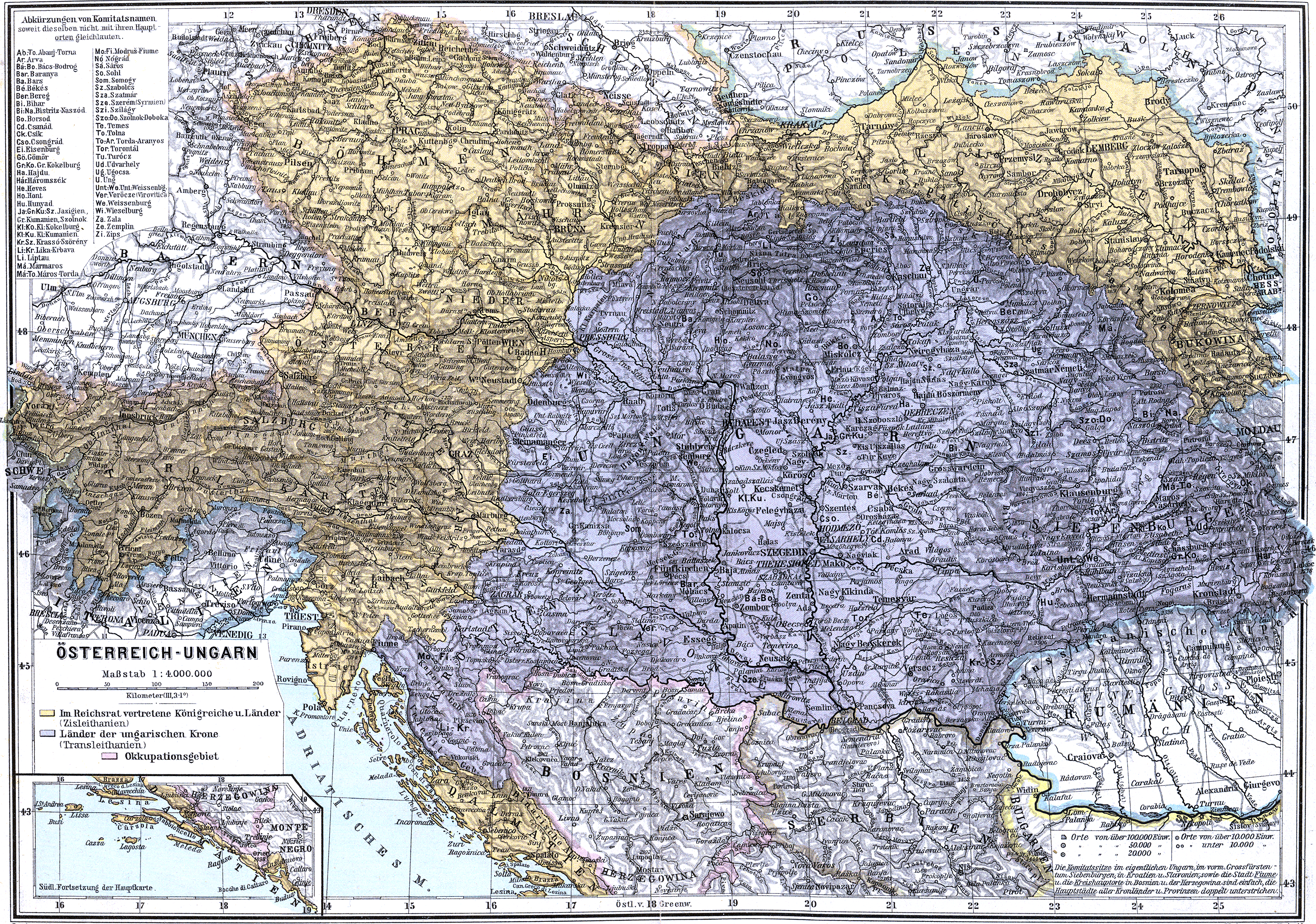
Austro-Węgry ok. 1900 r. z uwzględnieniem ówczesnej sieci kolejowej

Pierwsza Węgiersko-Galicyjska Kolej Żelazna (zwana też jako Pierwsza Węgiersko-Galicyjska Droga Żelazna, niem. Die Erste Ungarisch-Galizische Eisenbahn, EUGE, węg. Első Magyar-Gácsországi Vasút, EMG) – pierwsza transkarpacka dwutorowa (dł. 266,3 km) linia kolejowa przez Przełęcz Łupkowską o wielkim znaczeniu strategicznym łącząca Galicję z Węgrami, a docelowo Budapeszt z Twierdzą Przemyśl oraz Lwowem.

## Historia
20 maja 1869 wystawiono dokument koncesyjny na budowę trasy Przemyśl – Łupków. Koncesjonariuszami byli: Adam ks. Sapieha, Karol ks. Jabłonowski, Konstanty ks. Czartoryski, Cezary hr. Mąciński, Michał hr. Załuski, Paweł baron Sennyey, Edward hr. Karolyi i hr. Erdődy. Ponadto cztery miesiące później, 11 września 1869 r. wystawiony drugi dokument koncesyjny obejmujący odcinek Łupków – Mihályi. W tym przypadku koncesjonariuszem było już Towarzystwo Akcyjne Pierwszej Węgiersko-Galicyjskiej Kolei Żelaznej.
Kolej została oddana do użytku 25 grudnia 1872 przez władze Austro-Węgier, choć sam tunel w Łupkowie został ukończony w 1874 roku. Doradcą prawnym przy budowie Kolei Łupkowskiej był dr Erazm Łobaczewski. Ważniejsze dworce kolejowe: Sátoraljaújhely, Homonna, Łupków, Zagórz, Chyrów i Przemyśl. Od strony węgierskiej dołączyła do istniejącej linii Sátoraljaújhely – Miszkolc – Budapeszt Keleti. Od strony galicyjskiej połączyła się w Przemyślu z istniejącą od 1861 Koleją Galicyjską im. Karola Ludwika, co zapewniło, pierwszy raz w historii, bezpośrednie połączenie kolejowe Budapesztu i Lwowa.

## Kalendarium budowy odcinka galicyjskiego
| Odcinek                     | Długość (w km) | Data ukończenia   |
| --------------------------- | -------------- | ----------------- |
| Przemyśl – Chyrów           | 33,19          | 13 maja 1872      |
| Chyrów – Krościenko         | 19,40          | 1 lipca 1872      |
| Krościenko – Ustrzyki Dolne | 8,09           | 3 września 1872   |
| Ustrzyki Dolne – Komańcza   | 70,26          | 12 listopada 1872 |
| Komańcza – Łupków           | 13,75          | 18 grudnia 1872   |
| Tunel graniczny             | 0,416          | 30 maja 1874      |

## Dane techniczne
W chwili uruchomienia Pierwsza Węgiersko-Galicyjska Kolej Żelazna dysponowała 11 lokomotywami, 24 wagonami osobowymi i 255 towarowymi. Rok później stan taboru zwiększono niemal dwukrotnie. Na 266 km szlaku kolejowego kursowało 21 lokomotyw, 50 wagonów osobowych i 415 do przewozu towarów. Rok 1886 przyniósł znaczące uzupełnienie taboru, którego stan wzrósł do 29 lokomotyw obsługujących 717 wagonów towarowych i 61 osobowych. W pierwszym pełnym roku eksploatacji kolei (1873) skorzystało z niej 238 tys. pasażerów. Lata 1874–1880 były dla przewoźnika nieco mniej korzystne – liczba pasażerów oscylowała w przedziale 149–198 tys. osób. Przełom nadszedł 4 lata później, kiedy z możliwości podróży pociągiem skorzystało 298 tys. klientów. W 1887 pasażerów było już 339 tys.
Klienci kolei mieli do wyboru 4 klasy komfortu podróżowania i odpowiednio 4 taryfy opłat za przejazdy pasażerów. Z możliwości przejazdu wagonami 1 klasy korzystało zazwyczaj 0,5–1,2% podróżujących a 8–12% wybierało 2 klasę. W latach 1873–1878 struktura przejazdów klasami 3 i 4 podlegała dość znacznym wahaniom. W 1873 było to odpowiednio 30 i 52% – zaledwie rok później proporcje się odwróciły: 3 klasą podróżowało 58%, a klasą 4 tylko 17%. Ponadto 6–18% pasażerów korzystało z przejazdów według taryfy wojskowej. Począwszy od 1879 zdecydowanie dominowali pasażerowie wybierający 3 klasę, stanowiąc 64% wszystkich klientów. 9 lat później wskaźnik ten przekroczył 82% przejazdów. W latach 1881–1888 wojskowi stanowili tylko 5,7–8,0% podróżnych.
W pierwszym pełnym roku eksploatacji kolei (1873) klienci zlecili przewóz 394 tys. ton ładunków. Lata 1875–1881 przyniosły pewien spadek przewozów towarowych – wahały się one w przedziale 199–277 tys. ton. Trzy lata później wzrosły do 380 tys. ton, a rok 1887 był pod tym względem rekordowy – klienci zlecili przewóz ładunków i towarów o łącznej masie 586 tys. ton.
Od 2 sierpnia 1892 właścicielem kolei stały się Austriackie Koleje Państwowe. Po oddaniu do użytku linii kolejowej prowadzącej przez Stryj, Ławoczne, Mukaczewo i Czop, nastąpił gwałtowny spadek przewozów osobowo-towarowych.

## XX wiek
Pierwsza Węgierska odegrała znaczną rolę strategiczną w I wojnie światowej dla zaopatrzenia Twierdzy Przemyśl. Po 1918 roku z powodu powstania granicy w Karpatach pomiędzy niepodległymi państwami: Czechosłowacją i Rzecząpospolitą Polską jej rola zdecydowanie osłabła. Realizując ustalenia Traktatu w Trianon zakazujących Węgrom posiadania kolei dwutorowych, rozebrano drugi tor na linii Mihályi – Łupków. Z powodu utraty międzynarodowego znaczenia kolei i napiętych stosunków Polski z Czechosłowacją drugi tor usunięto również po polskiej stronie. Pierwszorzędna trakcja kolejowa Imperium Habsburgów została zdegradowana do prowincjonalnej linii drugiej klasy. Znaczenie kolei na krótko wzrosło w okresie II wojny światowej. Zmieniono wówczas ustawienia prześwitu dla szerokotorowej linii kolejowej potrzebnej armii sowieckiej w przeładunku sprzętu wojskowego z ZSRR. Linia szerokotorowa biegła od granicy słowacko-polskiej w Łupkowie do Jasła i Chyrowa, po stronie słowackiej do Humennégo.

## Obecnie
Obecnie (2010) dawna Pierwsza Węgiersko-Galicyjska Kolej Żelazna znajduje się na terenie czterech państw tworząc połączenia lokalne w tych krajach. Linia nie funkcjonuje jako całość, choć czynione są próby jej restytucji – tym razem jako atrakcji turystycznej. Wysiłki te są szczególnie widoczne ze strony polskiej oraz węgierskiej.
| Odcinek                                       | Kraj     | Operator                        |
| --------------------------------------------- | -------- | ------------------------------- |
| Sátoraljaújhely                               | Węgry    | Magyar Államvasutak             |
| Slovenské Nové Mesto – Humenné – Medzilaborce | Słowacja | Železničná spoločnosť Slovensko |
| Łupków – Zagórz – Krościenko                  | Polska   | Polskie Koleje Państwowe        |
| Starzawa – Niżankowice                        | Ukraina  | Ukrzaliznycia                   |
| Malhowice – Przemyśl                          | Polska   | Polskie Koleje Państwowe        |

Na Węgrzech znajduje się stacja początkowa kolei w mieście Sátoraljaújhely. Następnie linia biegnie południkowo przez terytorium Słowacji aż do Przełęczy Łupkowskiej. Odcinek kolejowy od Łupkowa do Zagórza w nomenklaturze PKP funkcjonuje jako linia kolejowa nr 107, a następnie do stacji kolejowej w Krościenku jako linia kolejowa nr 108.

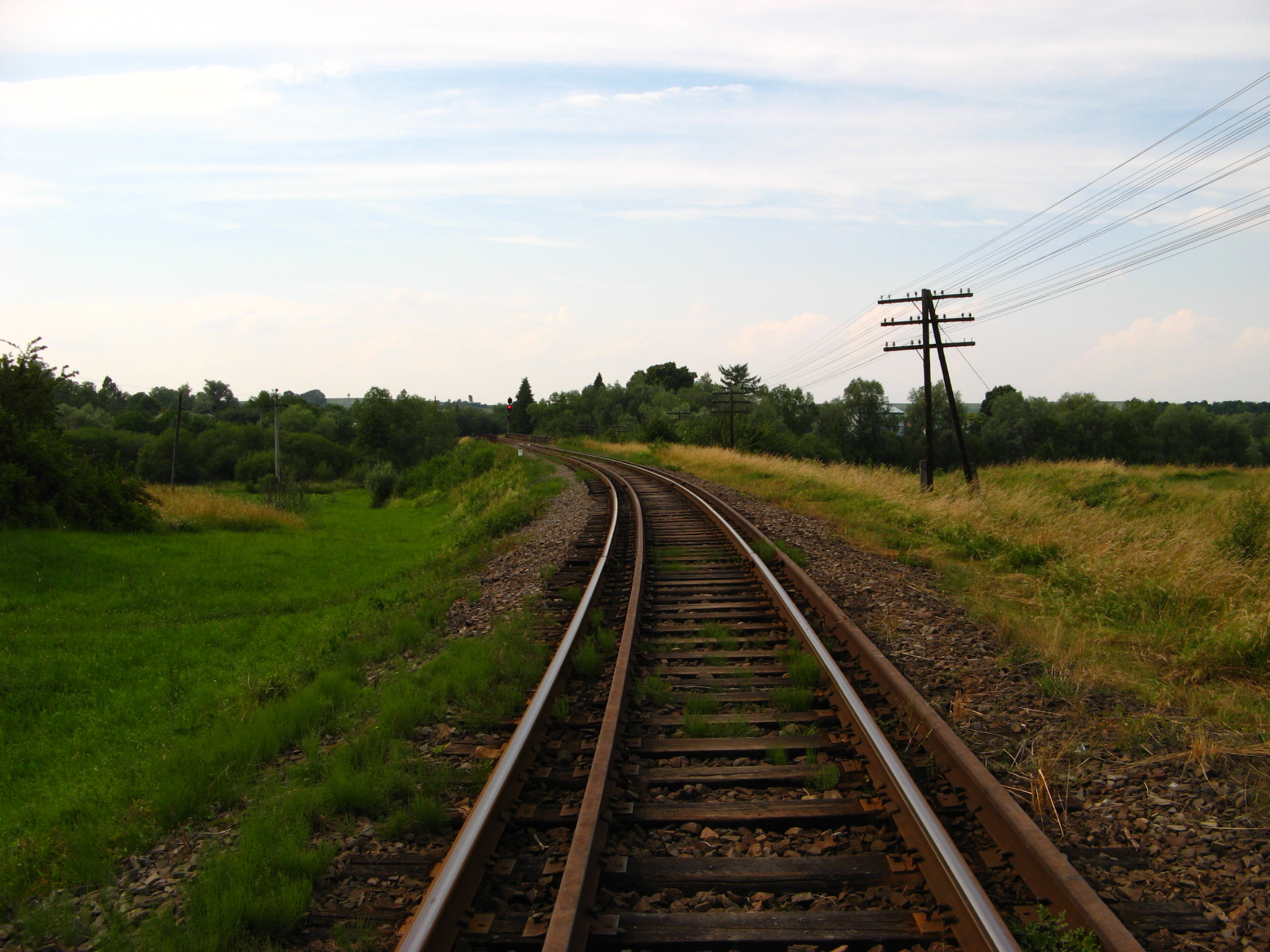
Tor na Ukrainie

W granicach Ukrainy znalazł się ponad 30-kilometrowy odcinek trasy na linii Smolnica – Chyrów – Niżankowice. Ma on zarówno rozstaw normalnotorowy (1435 mm) jak i szerokotorowy (1520 mm). Tory są nałożone na siebie według schematu: Sz1 – N1 – Sz2 – N2, gdzie „Sz” oznacza szynę należącą do toru szerokiego, „N” – szynę toru zwykłego. Od Malhowic linia znajduje się ponownie na terytorium Polski, aż do stacji Przemyśl Główny.